# Lisiec Wielki
Lisiec Wielki – wieś w Polsce położona w województwie wielkopolskim, w powiecie konińskim, w gminie Stare Miasto. 
We wsi znajduje się neogotycki kościół pw. św. Jana Chrzciciela z 1878–1885.
Wieś królewska starostwa konińskiego, pod koniec XVI wieku leżała w powiecie konińskim województwa kaliskiego. W latach 1954–1971 wieś należała i była siedzibą władz gromady Lisiec Wielki, po jej zniesieniu w gromadzie Stare Miasto. W latach 1975–1998 miejscowość administracyjnie należała do województwa konińskiego.
Według danych z dnia 31 grudnia 2017 roku miejscowość zamieszkuje 765 osób

## Historia
Wieś z metryką sięgającą XII wieku.
Nadana w wieku XII przez  Mieszka Starego klasztorowi św. Wawrzyńca pod Kaliszem. W r. 1232 książę Władysław Odonic z synami, zamienia tę wieś z klasztorem, dając w  zamian wsiom klasztornym: Zietnięcin i Upnszczewo takie swobody, jakie miała Spiczyna Góra. (Kodeks Wielkopolski n. 35, 139). Prawdopodobnie już w XIV wieku istniał ta kościół parafialny pw. św. Jana Chrzciciela nazywany w aktach z początku wieku XV „dawnym". 
Wieś była wsią królewską. 
W roku 1520 pisano w dokumentach „Lyszyecz Maior”, wieś w powiecie konińskim. Od XVII w. miejscowość dostała się w ręce rodu Lisieckich i Witowskich. W późniejszym okresie stała się własnością skarbu państwa, by w roku 1840 zostać wykupioną przez właścicieli prywatnych i przechodzić z rąk do rąk. Pierwszy kościół w Liścu istniał już w XIV w., był ufundowany najprawdopodobniej przez królów polskich. Wykonany z drewna modrzewiowego i otoczony cmentarzem, na przełomie XVI i XVII wieku za proboszcza Wojciecha Sobiepańskiego popadał w ruinę. Powodów było kilka, przez piętnaście lat przed wspomnianym duchownym nie było we wsi proboszcza. Ponadto ks. Sobiepański był  skłócony z parafianami, a nawet spowodował nałożenie ekskomuniki na włościan z Liśca Wielkiego, którzy nie uiszczali należnych mu opłat, dodatkowo dziedziczka Liśca, Anna Lisiecka sprzyjała protestantyzmowi. Wraz z synami dojeżdżała na nabożeństwa do Wyszyny, w której przebywał duchowny protestancki, utrzymywany przez Andrzeja Grodzieckiego (właściciela Wyszyny). W r. 1697 stanął tu drugi kościół z drzewa, przebudowany w XIX wieku.
Lisiec Wielki do roku 1840 należał do dóbr koronnych skarbowych, później był wydzierżawiony przez rząd, a następnie przeszedł na własność Apolinarego i Alfreda braci Schuppe. Następnym właścicielem Liśca Wielkiego był Antoni Komierowski, którego rabunkowa gospodarka doprowadziła do wyniszczenia lasów i sprzedaży części gruntów. W późniejszych czasach nastąpiło rozkolonizowanie Liśca Wielkiego